# Amtsgericht St. Blasien
Das Amtsgericht St. Blasien ist ein Gericht der ordentlichen Gerichtsbarkeit in Baden-Württemberg und eines von fünf Amtsgerichten im Bezirk des Landgerichtes Waldshut-Tiengen. Es ist das kleinste Amtsgericht in Baden-Württemberg. Den Rang des kleinsten Amtsgerichts in Deutschland hat es nach Verkleinerung dessen Bezirks an das Amtsgericht Bad Gandersheim in Niedersachsen abgetreten. Nach dem Amtsgericht Titisee-Neustadt ist es das geographisch am zweithöchsten gelegene Amtsgericht Deutschlands.

## Gerichtssitz und -bezirk
Das Amtsgericht hat seinen Sitz in St. Blasien. Der Gerichtsbezirk umfasst die Stadt St. Blasien und die Gemeinden Bernau im Schwarzwald, Dachsberg, Häusern, Ibach, Höchenschwand und Todtmoos. Das Amtsgericht St. Blasien ist somit für nur etwa 13.500 Einwohner zuständig. 

## Gerichtsgebäude

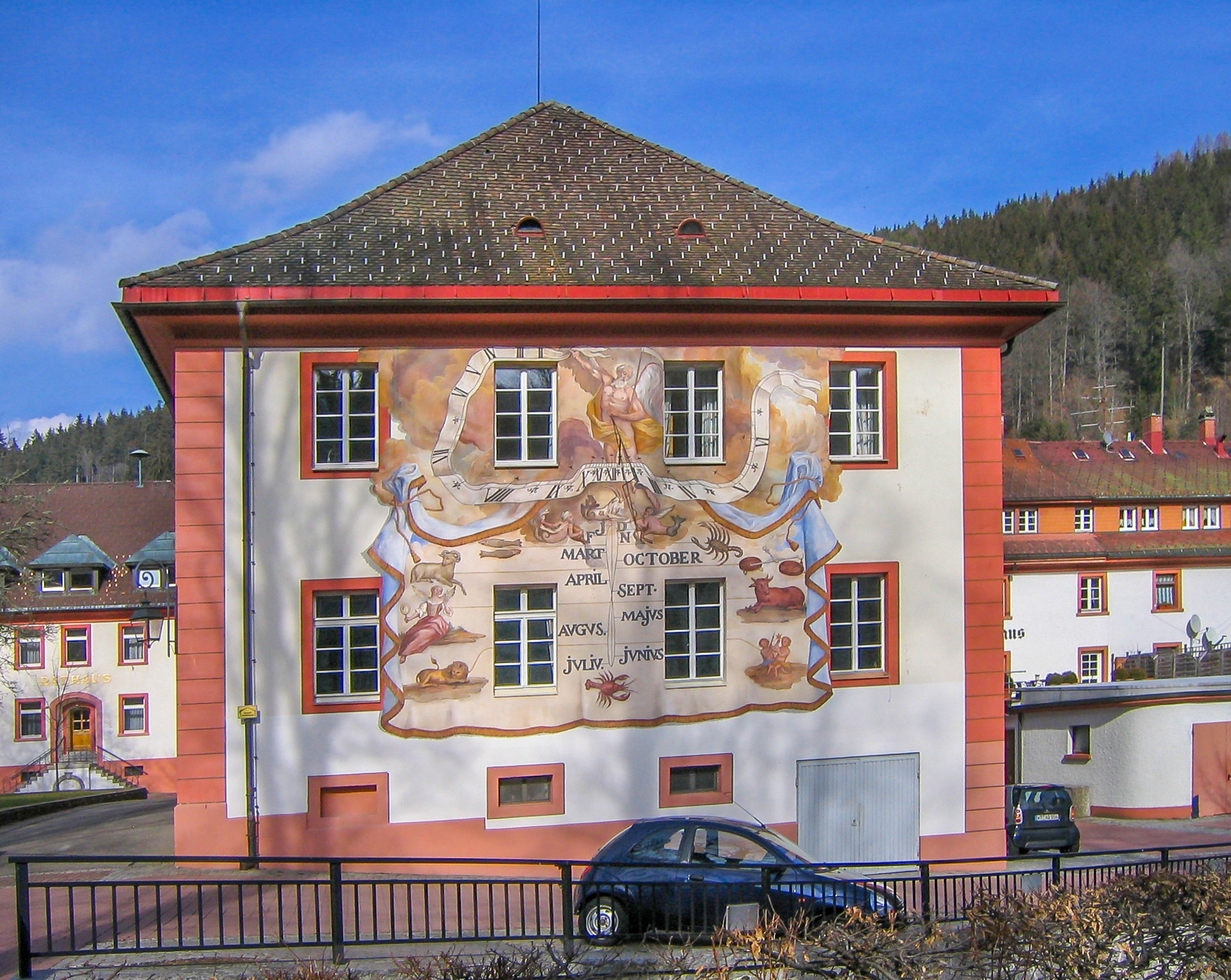
Sonnenuhr am Gebäude des Amtsgerichts St. Blasien

Das Gericht ist im ehemaligen Unteren Kanzleigebäude des einstigen Benediktinerklosters untergebracht, das den Klosterhof vom Kurgarten trennt. Das Gebäude wurde im Auftrag von Fürstabt Meinrad Troger von Johann Caspar Bagnato entworfen und 1755 bis 1757 erbaut. Seine Stirnseite zum Dom hin ist mit einer barocken Sonnenuhr bemalt, die Zuschreibung an Johann Anton Morath ist jedoch nicht völlig sicher.

## Übergeordnete Gerichte
Dem Amtsgericht St. Blasien ist im Instanzenzug das Landgericht Waldshut-Tiengen übergeordnet. Zuständiges Oberlandesgericht ist das Oberlandesgericht Karlsruhe.